# 김보민 (1995년)
김보민(1995년 10월 10일 ~ )은 대한민국의 배우이다.

## 출연 작품

### 영화
- 2017년 구세주 리턴즈
- 2018년 게이트